# Thomas Herrmann (Drehbuchautor)
Thomas Herrmann (* 1952; † 23. März 2018) war ein deutscher Autor und Drehbuchautor.

## Leben
Thomas Herrmann kam als Sohn der Schauspielerin Marianne Wünscher und des Regisseurs Gottfried Herrmann zur Welt, deren Ehe 1953 geschieden wurde. Er arbeitete beispielsweise als Redakteur für die Unterhaltungssendungen Berlin Original, Gesagt ist gesagt und Glück muß man haben beim Deutschen Fernsehfunk. Zudem schrieb er Sketche für die 90. Ausgabe von Ein Kessel Buntes, in dem Gastgeber Walter Plathe mit Marianne Wünscher „vergnügliche Mißverständnisse“ spielte, sowie die Texte für die 97. Ausgabe, die Wünscher selbst moderierte. Als Redakteur war er ebenso an der 100. Ausgabe von Ein Kessel Buntes mit Gastgeberin Helga Hahnemann beteiligt. Nachweislich war er seit 2005 als Autor und Drehbuchautor für die ARD-Sendung Immer wieder sonntags tätig und hat diese maßgeblich mitgestaltet.  Weiterhin war er Autor für die Musikantenscheune, eine Sendung des Ostdeutschen Rundfunks Brandenburg und für Sendungen des MDR, wie:
- Krone der Volksmusik
- Alles Gute (Geburtstagsshow)
- Alles Gute zum Muttertag (Muttertagsshow)

tätig.
Thomas Herrmann starb am 23. März 2018 an Krebs. Er wurde im Berliner Bezirk Pankow beigesetzt.